# Pomezeu
Pomezeu – wieś w Rumunii, w okręgu Bihor, w gminie Pomezeu. W 2011 roku liczyła 153 mieszkańców.